# The Oaks (Afrique du Sud)
The Oaks est un village de la province de Limpopo.